# Alain Souchon
Alain Souchon (alɛ̃ suˈʃɔ̃), właśc. Alain Kienast (ur. 27 maja 1944 w Casablance) – francuski piosenkarz, autor tekstów piosenek, kompozytor i aktor. Nagrał 14 albumów studyjnych i zagrał w blisko dziesięciu filmach.

## Życiorys
Rodzina Souchona ze strony matki pochodziła ze Szwajcarii, a muzyk ma obywatelstwo zarówno francuskie jak i szwajcarskie. Kiedy miał pół roku, rodzina przeniosła się do Francji. Jako chłopiec był skryty, chętnie spędzał wakacje szkolne na wsi. W 1959 roku, wracając samochodem z zimowych wakacji, doszło do wypadku, w którym zginął jego ojciec. Mając zaledwie piętnaście lat, doznawszy głębokiego szoku, stał się jeszcze bardziej introwertyczny. Matka wysłała młodego Alaina do francuskiej szkoły (Lycée Français) w Anglii, ale mimo problemów z rejestracją, zdecydował się zostać w Londynie, by pracować jako barman w pubie.
Po powrocie do Francji, zainspirowany m.in. muzyką angielską i amerykańską, sięgnął po gitarę i zaczął pisać piosenki. W 1969 roku spotkał Françoise, o przezwisku Belote. Rok później wzięli ślub. W tym samym roku urodził im się syn, Pierre.
Souchon podpisał swój pierwszy kontrakt w 1971 roku z wytwórnią Pathé-Marconi, ale wydane wtedy trzy single nie odniosły sukcesu. W 1973 roku Bob Socquet, dyrektor artystyczny RCA przekonał go do wykonania piosenki „L’amour 1830”, podczas konkursu Rose D’Or w Antibes. Zdobył wówczas nagrodę krytyków i  otrzymał także specjalne wyróżnienie prasy, co było jego pierwszym sukcesem. W tamtym czasie Souchon rozpoczął współpracę z młodszym o cztery lata kompozytorem/aranżerem Laurentem Voulzym. Souchon z większą łatwością pisał teksty niż muzykę. Souchon i Voulzy tworzyli utwory wspólnie (Souchon tekst, Voulzy muzykę), ale każdy z nich wydawał albumy sygnując je własnym nazwiskiem.

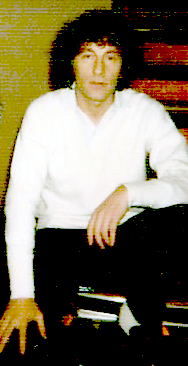
Souchon (1978)

Pierwszym przebojem Souchona był „J’ai 10 ans” (1974) z płyty o tym samym tytule. W 1978 roku napisał temat przewodni do filmu François Truffauta Uciekająca miłość (1979). W 1978 roku urodził mu się drugi syn, Charles. Na początku 1980 roku Souchona zaproszono do wystąpienia w paryskiej Olympii. Występ był sukcesem. W listopadzie ponownie koncertował w Olympii (dziewięciokrotnie); podczas jednego z występów dołączył do niego Laurent Voulzy, z którym zaśpiewali dwie nowe piosenki.  Rozpoczął wówczas karierę aktorską, występując m.in. w filmie Mordercze lato (1983).
Po wydaniu albumu On avance, opuścił wywtórnię RCA i podpisał kontrakt z wytwórnią Virgin. W 1988 roku wydany został utwór „Quand j’serais KO”, który dwa lata później zdobył nagrodę dla najlepszej piosenki roku podczas ceremonii Victoires de la musique.
W 1993 roku na singlu został wydany przebój Souchona „Foule sentimentale” (C’est déja ça), który był numerem 1 we Francji. Podczas ceremonii Victoires de la musique w 1994 roku, Souchon otrzymał nagrodę w kategorii najlepsza piosenka roku za „Foule Sentimentale”. W 1996 roku został wyróżniony laurem Vincent Scotto przez SACEM (Société des Auteurs Compositeurs) za piosenkę „Sous les jupes des filles”.
W 1998 roku ukazała się płyta pt. „Ils chantent Alain Souchon” (Oni śpiewają Alaina Souchona), na której znalazło się 12 piosenek autorstwa Alaina Souchona, w wykonaniu takich piosenkarzy francuskojęzycznych jak: Yves Duteil, Guesch Patti, Hugues Aufrai, Joshua D'Arche, Guy Béart, Richard Anthony, Léo Basel, Lucid Beausonge, Pascal Lafa, Gérard Lenorman, Lio, Jeanne Mas.

## Dyskografia

### Albumy

#### Albumy studyjne
| Rok  | Tytuł                                                         | Wytwórnia  | FR   | BE (Fl) | BE (Wa) | CH                           | Sprzedaż |
| ---- | ------------------------------------------------------------- | ---------- | ---- | ------- | ------- | ---------------------------- | -------- |
| 1974 | J’ai dix ans                                                  | RCA        | –    | –       | –       | –                            |          |
| 1976 | Bidon                                                         | –          | –    | –       | –       |                              |          |
| 1977 | Jamais content                                                | –          | –    | –       | –       | Francja: złoto (100 000)     |          |
| 1978 | Toto 30 ans, rien que du malheur…                             | –          | –    | –       | –       | Francja: złoto (100 000)     |          |
| 1980 | Rame                                                          | –          | –    | –       | –       | Francja: złoto (100 000)     |          |
| 1983 | On avance                                                     | –          | –    | –       | –       | Francja: złoto (100 000)     |          |
| 1985 | C’est comme vous voulez                                       | Virgin     | 108A | –       | –       | –                            |          |
| 1988 | Ultra moderne solitude                                        | –          | –    | –       | –       | Francja: złoto (100 000)     |          |
| 1993 | C’est déjà ça                                                 | 37A        | –    | 7       | –       | Francja: diament (1 000 000) |          |
| 1999 | Au ras des pâquerettes                                        | 1          | –    | 5       | 74      | Francja: diament (1 206 000) |          |
| 2005 | La Vie Théodore                                               | 1          | –    | 1       | 3       | Francja: 2×platyna (462 100) |          |
| 2008 | Écoutez d’où ma peine vient                                   | 1          | –    | 2       | 27      | Francja: platyna (200 000)   |          |
| 2011 | À cause d'elles                                               | 8          | –    | 11      | 90      | Francja: platyna (200 000)   |          |
| 2014 | Alain Souchon & Laurent Voulzy (wspólnie z Laurentem Voulzym) | Parlophone | 1    | 117     | 1       | 8                            |          |

#### Albumy koncertowe
| Rok  | Tytuł                       | Wytwórnia | FR  | BE | CH                         | Sprzedaż                 |
| ---- | --------------------------- | --------- | --- | -- | -------------------------- | ------------------------ |
| 1984 | Olympia 83                  | RCA       | –   | –  | –                          |                          |
| 1990 | Nickel                      | Virgin    | 49A | –  | –                          | Francja: złoto (100 000) |
| 1995 | Défoule sentimentale (2 CD) | –         | 9   | –  | Francja: 2×złoto (200 000) |                          |
| 2002 | J’veux du live              | 29        | 26  | –  | Francja: złoto (100 000)   |                          |
| 2010 | Alain Souchon est chanteur  | 13        | 15  | –  |                            |                          |

- A reedycja

#### Kompilacje
| Rok  | Tytuł                       | Wytwórnia  | FR | BE | CH | Sprzedaż                   |
| ---- | --------------------------- | ---------- | -- | -- | -- | -------------------------- |
| 1994 | L’Intégral (5 CD)           | RCA        | –  | –  | –  |                            |
| 1997 | 20 Chansons (lub 20 Sur 20) | BMG        | –  | –  | –  | Francja: platyna (300 000) |
| 2001 | Collection (1974–1984)      | RCA        | –  | 30 | 10 | Francja: platyna (300 000) |
| 2001 | Collection (1985–2001)      | Virgin     | –  | –  | –  | Francja: platyna (300 000) |
| 2002 | Par les Sentiments (2 CD)   | –          | –  | –  |    |                            |
| 2004 | Platinum Collection         | –          | 13 | –  |    |                            |
| 2007 | 100 Chansons (5 CD)         | EMI France | –  | –  | –  |                            |

### Single
| Rok  | Tytuł                                                              | FR  | BE            | Certyfikacja              | Album                       |
| ---- | ------------------------------------------------------------------ | --- | ------------- | ------------------------- | --------------------------- |
| 1986 | „La Ballade de Jim"                                                | 24  | –             |                           | C'est comme vous voulez     |
| 1989 | „Quand j’serais KO”                                                | 29  | –             |                           | Ultra moderne solitude      |
| 1993 | „Foule sentimentale"                                               | 1   | –             | Francja: srebro (125 000) | C’est déjà ça               |
| 1994 | „L’amour à la machine”                                             | 21  | –             |                           | C’est déjà ça               |
| 2000 | „Tailler la zone"                                                  | 71  | –             |                           | Au ras des pâquerettes      |
| 2001 | „Le baiser / Caterpillar”                                          | 80  | –             |                           | Au ras des pâquerettes      |
| 2002 | „La vie ne vaut rien”                                              | 46  | –             |                           | J’veux du live              |
| 2005 | „Et si en plus y’a personne”                                       | 19  | 12            |                           | La vie Théodore             |
| 2006 | „La vie Théodore”                                                  | 68  | –             |                           | La vie Théodore             |
| 2008 | „Écoutez d’où ma peine vient”                                      | –   | 7             |                           | Ecoutez d’où ma peine vient |
| 2009 | „Parachute doré”                                                   | –   | 39            |                           |                             |
| 2011 | „Les filles à quoi ça sert” (Bénabar / Cabrel / Goldman / Souchon) | –   | 3* (Ultratip) |                           |                             |
| 2011 | „Le jour et la nuit”                                               | –   | 2* (Ultratip) |                           |                             |
| 2014 | „Derrière les mots” (z Laurentem Voulzym)                          | 35  | 22            |                           |                             |
| 2014 | „La baie des fourmis” (z Laurentem Voulzym)                        | 197 | –             |                           |                             |

* Singiel nie był notowany na oficjalnej belgijskiej liście przebojów Ultratop 50, ale na podrzędnym zestawieniu Ultratip.

## Nagrody i wyróżnienia
Victoires de la musique
- 1986: Wideoklip Roku – „La Ballade de Jim” (reż. Philippe Bensoussan)[12]
- 1986: Piosenka Roku – „Belle-Île-en-Mer”[12]
- 1989: Piosenka Roku – „Quand j’serai KO”[13]
- 1991: Album Roku – Nickel[14]
- 1994: Męski Artysta Roku[15]
- 1994: Piosenka Roku – „Foule sentimentale”[15]
- 1996: Album Roku – Défoule sentimentale[16]